# LaSalle (Ontario)
LaSalle è un comune del Canada, situato nella provincia dell'Ontario, nella contea di Essex.